# کلاینشتاینهاوزن
کلاینشتاینهاوزن (به آلمانی: Kleinsteinhausen) یک شهر در آلمان است که در زودوستپفالتس واقع شده‌است. کلاینشتاینهاوزن ۸۶۳ نفر جمعیت دارد.